# Alessandro Pio Riccio
Alessandro Pio Riccio (Nápoles, Italia, 6 de febrero de 2002) es un futbolista italiano que juega de defensa en la Juventus Next Gen de la Serie C.

## Trayectoria
Comenzó a jugar al fútbol en Sport Village, en Qualiano. En 2016, se trasladó a la Juventus de Turín. En la temporada 2016-17, ganó la liga con la sub-15. El 28 de octubre de 2020, Andrea Pirlo lo convocó para un partido contra el F. C. Barcelona. El 15 de septiembre de 2021 debutó con la Juventus Next Gen en una victoria por 3-2 en la Copa Italia Serie C contra el FeralpiSalò. El 31 de octubre, durante un partido contra el FC Südtirol, se lesionó el hueso cigomático. Su primer partido tras esta lesión fue el 18 de diciembre, en una victoria por 2-1 contra el F. C. Legnago Salus. El 17 de febrero de 2022 marcó el primer gol de su carrera con un remate de cabeza a la salida de un saque de esquina en un partido que acabó ganando por 4-0 contra el Piacenza Calcio. El 29 de abril amplió su contrato en la Juventus hasta 2024.

## Selección nacional
Representó a Italia a nivel internacional en sub-15, sub-16, sub-17 y sub-18. Fue convocado al Campeonato Europeo Sub-17 de la UEFA 2019 perdiendo 4-2 la final contra Países Bajos. También fue convocado para la Copa Mundial de Fútbol Sub-17 de 2019, donde Italia fue eliminada contra Brasil en los cuartos de final.

## Estadísticas

### Clubes
Actualizado al último partido disputado el 22 de abril de 2023.
| Club                       | Div.          | Temporada     | Liga  | Liga  | Copas nacionales | Copas nacionales | Copas internacionales | Copas internacionales | Total | Total |
| Club                       | Div.          | Temporada     | Part. | Goles | Part.            | Goles            | Part.                 | Goles                 | Part. | Goles |
| -------------------------- | ------------- | ------------- | ----- | ----- | ---------------- | ---------------- | --------------------- | --------------------- | ----- | ----- |
| Juventus Next Gen · Italia | 3.ª           | 2021-22       | 26    | 1     | 1                | 0                | —                     | —                     | 27    | 1     |
| Juventus Next Gen · Italia | 3.ª           | 2022-23       | 24    | 0     | 7                | 0                | —                     | —                     | 31    | 0     |
| Juventus Next Gen · Italia | Total club    | Total club    | 50    | 1     | 8                | 0                | 0                     | 0                     | 58    | 1     |
| Total carrera              | Total carrera | Total carrera | 50    | 1     | 8                | 0                | 0                     | 0                     | 58    | 1     |